# بريندان شواب
بريندان بيتر شواب (بالإنجليزية: Brendan Peter Schaub؛ مواليد 18 مارس 1983) هو مضيف بودكاست أمريكي، ومُقاتل فنون قتالية مختلطة سابق، وكوميدي وقوف.

## سجل فنون القتال المختلطة
| السجل المهني |        |         |
| 15 نزال      | 10 فوز | 5 خسارة |
| ضربة قاضية   | 7      | 4       |
| إخضاع        | 1      | 0       |
| قرار القضاة  | 2      | 1       |

## وصلات خارجية
- بريندان شواب على موقع يو إف سي (الإنجليزية)
- بريندان شواب على موقع شيردوغ (الإنجليزية)
- بريندان شواب على موقع Tapology.com (الإنجليزية)
- بريندان شواب على موقع IMDb (الإنجليزية)
- بريندان شواب على موقع ميوزك برينز (الإنجليزية)
- بريندان شواب على موقع قاعدة بيانات الفيلم (الإنجليزية)